# Wilhelm Kasprzykiewicz
Wilhelm Jakub Kasprzykiewicz (ur. 5 lipca 1896 w Nowym Sączu, zm. wiosną 1940 w Katyniu) – podpułkownik dyplomowany piechoty Wojska Polskiego, uczestnik czterech wojen, kawaler Orderu Virtuti Militari, ofiara zbrodni katyńskiej.

## Życiorys
Syn Antoniego  (kolejarz, zmarł w styczniu 1939) i Kunegundy  (bądź Katarzyny) z Mordarskich. Miał siostrę Marię. W rodzinnym mieście uczęszczał do szkoły powszechnej, a od 1907 do tamtejszego I Gimnazjum . Podczas nauki szkolnej działał w harcerstwie i Związku Strzeleckim. Za kontakty ze Związkiem Strzeleckim groziła mu relegacja ze szkoły. Po anonimowym donosie do władz szkolnych zmuszony był ograniczyć swoje ćwiczenia w Związku Strzeleckim.
Po wybuchu I wojny światowej tuż po ukończeniu 18 roku życia wstąpił do Legionów Polskich. Służył w 13 kompanii 2 pułku piechoty . W 1915 zdał maturę w Pradze, po czym został wcielony do c. i k. armii, a po ukończeniu szkoły oficerskiej w Opawie i służył w 20 pułku piechoty. Jako chorąży brał udział w walkach na frontach rosyjskim i włoskim; na froncie włoskim trafił do niewoli włoskiej w 1917 . Odzyskał wolność 20 listopada 1918. Wówczas wstąpił do 2 pułku piechoty im. Tadeusza Kościuszki we Włoszech, zaś w 1919 w 5 pułku Strzelców Podhalańskich Armii Polska we Francji .
Wraz z tym wojskiem powrócił do ojczyzny i wstąpił do Wojska Polskiego. Został mianowany podporucznikiem piechoty ze starszeństwem z dniem 1 czerwca 1919 . Uczestniczył w wojnie polsko-ukraińskiej. W 1919 awansował do stopnia porucznika. Podczas wojny polsko-bolszewickiej służył w 47 pułku Strzelców Kresowych pełniąc funkcję dowódcy plutonu, dowódcy 12 kompanii w trakcie Bitwy Warszawskiej 1920, zaś we wrześniu 1920 dowódcy III batalionu . Otrzymał Order Virtuti Militari za swoje czyny dowódcze kompanią z 13 sierpnia 1920, gdy w trakcie bitwy pod Ossowem po utraceniu pola przez stronę polską dokonał wraz ze swoją 12 kompanią kontrataku, w wyniku którego wojska nieprzyjacielskie zostały wyparte z rejonu od Wołomina do Leśniakowizny . 
3 maja 1922 został zweryfikowany w stopniu kapitana ze starszeństwem z dniem 1 czerwca 1919 i 1840. lokatą w korpusie oficerów piechoty, a jego oddziałem macierzystym był nadal 6 Pułk Strzelców Podhalańskich. W latach 1923–1924 pełnił służbę w Dowództwie 11 Dywizji Piechoty w Stanisławowie na stanowisku II oficera sztabu, pozostając oficerem nadetatowym 53 Pułku Piechoty w Stryju. Tymczasowo studiował na Wydziale Prawa Uniwersytetu Jagiellońskiego. W marcu 1924 został przeniesiony do 48 pułku piechoty Strzelców Kresowych w Stanisławowie. W 1928 ponownie w Dowództwie 11 Dywizji Piechoty. Następnie został oficerem 78 pułku piechoty w Baranowiczach . W latach 1929–1931 był słuchaczem Kursu Normalnego Wyższej Szkoły Wojennej w Warszawie. W międzyczasie (27 stycznia 1930 roku) awansował do stopnia majora ze starszeństwem z dniem 1 stycznia 1930 roku i 94. lokatą w korpusie oficerów piechoty. 1 września 1931 roku, po ukończeniu kursu i otrzymaniu dyplomu naukowego oficera dyplomowanego, został przydzielony do Dowództwa 23 Dywizji Piechoty w Katowicach na stanowisko szefa sztabu. 26 stycznia 1934 roku otrzymał przeniesienie do składu osobowego Inspektora Armii generała dywizji Tadeusza Piskora na stanowisko oficera sztabu. W 1937 roku został mianowany kierownikiem referatu wydziału ogólnego w Dowództwa Okręgu Korpusu nr III w Grodnie . Na stopień podpułkownika został mianowany ze starszeństwem z 19 marca 1938 roku i 39. lokatą w korpusie oficerów piechoty.
Kampanię wrześniową odbył w Sztabie Armii „Prusy” na stanowisku szefa oddziału IV . Do 23 września 1939  uczestniczył w walkach wojny obronnej z ich zakończeniem w rejonie Tomaszowa Lubelskiego. Podczas usiłowania przejścia na obszar Węgier został zatrzymany przez Niemców i trafił do niewoli niemieckiej. Był osadzony w tymczasowym obozie jenieckim w Radomiu  (przebywał tam jeszcze na początku listopada 1939). Stamtąd został przekazany przez Niemców stronie sowieckiej. Przyczyna oddania sowietom jego osoby przez Niemców nie została wyjaśniona . 
Został osadzony w obozie w Kozielsku, gdzie przebywał wraz z oficerami polskimi wziętymi do niewoli sowieckiej po agresji ZSRR na Polskę. Po 4 kwietnia 1940  został przetransportowany do Katynia i rozstrzelany przez funkcjonariuszy Obwodowego Zarządu NKWD w Smoleńsku oraz pracowników NKWD przybyłych z Moskwy na mocy decyzji Biura Politycznego KC WKP(b) z 5 marca 1940. 
Został pochowany  w lesie katyńskim, gdzie w 1943 jego ciało zidentyfikowano podczas ekshumacji prowadzonych przez Niemców pod numerem 25. Przy zwłokach Wilhelma Kasprzykiewicza zostały odnalezione: listy oraz wizytówka. Obecnie spoczywa na terenie otwartego 28 lipca 2000 Polskiego Cmentarza Wojennego w Katyniu.
Wilhelm Kasprzykiewicz był kawalerem .
5 października 2007 roku Minister Obrony Narodowej Aleksander Szczygło awansował go pośmiertnie do stopnia pułkownika. Awans został ogłoszony 9 listopada 2007 roku, w Warszawie, w trakcie uroczystości „Katyń Pamiętamy – Uczcijmy Pamięć Bohaterów”.

## Ordery i odznaczenia
- Krzyż Srebrny Orderu Virtuti Militari nr 2284[5]
- Krzyż Kawalerski Orderu Odrodzenia Polski[2][3]
- Krzyż Walecznych[13]
- Złoty Krzyż Zasługi (16 marca 1934)[22]
- Srebrny Krzyż Zasługi (10 listopada 1928)[23][13]
- Medal Pamiątkowy za Wojnę 1918–1921[3]
- Medal Dziesięciolecia Odzyskanej Niepodległości[3]
- Odznaka Pamiątkowa Generalnego Inspektora Sił Zbrojnych (12 maja 1936)

## Upamiętnienie
W Nowym Sączu Wilhelm Kasprzykiewicz został upamiętniony w sposób symboliczny na cmentarzu w części osiedle Helena oraz został wymieniony wraz z innymi uhonorowanymi na tablicy pamiątkowej ofiar zbrodni katyńskiej związanych z Sądecczyzną, ustanowionej 16 maja 1992 w kościele św. Kazimierza.
W ramach akcji „Katyń... pamiętamy” / „Katyń... Ocalić od zapomnienia” został zasadzone Dęby Pamięci honorujące Wilhelma Kasprzykiewicza: przy Zespole Szkół w Dziadkowicach oraz 15 kwietnia 2012 przy Szkole Podstawowej w Majdanie.
15 sierpnia 2014, w 94. rocznicę bitwy warszawskiej, na Cmentarzu Poległych w Bitwie Warszawskiej w Ossowie została odsłonięta w Ossowie tablica upamiętniająca ośmiu dowódców polskich oddziałów uczestniczących w walkach, którzy w 1940 zostali ofiarami zbrodni katyńskiej; upamiętnieni zostali gen. dyw. Stanisław Haller, gen. dyw. Henryk Minkiewicz, gen. dyw. Leonard Skierski, gen. bryg. Bronisław Bohaterewicz, gen. bryg. Kazimierz Łukoski, gen. bryg. Mieczysław Smorawiński, płk dypl. Stefan Kossecki, ppłk. Wilhelm Kasprzykiewicz.